# Gynacantha villosa
Gynacantha villosa é uma espécie de libelinha da família Aeshnidae.
Pode ser encontrada nos seguintes países: Botswana, Burundi, República Centro-Africana, República Democrática do Congo, Etiópia, Quénia, Malawi, Moçambique, África do Sul, Tanzânia, Uganda, Zâmbia e possivelmente em Burkina Faso.
Os seus habitats naturais são: florestas subtropicais ou tropicais húmidas de baixa altitude e áreas húmidas dominadas por vegetação arbustiva.